# Métropole orthodoxe grecque de Belgique
La métropole orthodoxe grecque de Belgique ou Archevêché Orthodoxe de Belgique et Exarchat des Pays-Bas et du Luxembourg est une juridiction de l'Église orthodoxe au Benelux dont le siège est à Bruxelles et rattachée canoniquement au Patriarcat œcuménique de Constantinople. L'évêque porte le titre de Métropolite de Belgique et Exarque des Pays-Bas et du Luxembourg.

## Description
L'archevêché fut érigé en 1969 en vertu d'une décision prise par le patriarcat œcuménique de Constantinople. L'archvêché a à sa tête un archevêque portant le titre de métropolite de Belgique et d'exarche des Pays-Bas et du Grand-Duché du Luxembourg. L'archevêché compte  41 paroisses: 31 en Belgique, 8  aux Pays-Bas et 2 au Grand-Duché. Il s'y ajoute un petit couvent situé à Asten (Pays-Bas). La majorité des paroisses célèbre les services liturgiques en langue grecque. En plus certaines paroisses célèbrent en polonais ou en arabe, d'autres en français ou en néerlandais.

## Histoire
Une présence orthodoxe fut assurée aux Pays-Bas dès le début du dix-huitième siècle. A l'initiative de quelques marchands grecs, une petite paroisse vit le jour à Amsterdam, sous le vocable de sainte Catherine. Quelques marchands grecs veillèrent à ce que la liturgie de saint Jean Chrysostome fût traduite en néerlandais et imprimée à mille exemplaires.
En 1900, une deuxième paroisse fut fondée à Anvers, destinée aux marchands et marins grecs. Elle prit le nom de l'Annonce de la Mère de Dieu et fut mise sous la juridiction du patriarcat œcuménique.
En 1926, une paroisse œcuménique fut fondée à Bruxelles. Au cours des années 1950, plus de 30.000 Grecs vinrent s'installer en Belgique en tant que travailleurs étrangers. Afin de leur être un soutien pastoral et spirituel, le patriarche Athenagoras leur envoya quatre jeunes prêtres. De nouvelles paroisses virent le jour à Liège, au Borinage et dans le Limbourg.
Peu à peu se fit ressentir la nécessité de construire des églises orthodoxes au bénéfice des habitants de souche belge. Ainsi, dans plusieurs villes du Benelux des paroisses orthodoxes furent créées, où les célébrations se faisaient principalement en français ou en néerlandais.
En 1972, à l'initiative de l'avocat Ignace Peckstadt, une première paroisse néerlandophone fut fondée à Gand, sous le vocable du saint apôtre André, patron de l'église de Constantinople. Elle installa son église dans un bâtiment ayant fait partie du Béguinage sainte Elisabeth. Ignace Peckstadt fut sacré diacre et ensuite prêtre. D'autres paroisses virent le jour, célébrant principalement dans la langue  vernaculaire (français ou néerlandais) à Bruges, Courtrai, Ostende, Hasselt, Eindhoven, La Haye, Tilburg, Eupen, Bruxelles et Tournai.
En 2006, la Métropole compte 21 paroisses en Belgique, 5 paroisses et un monastère aux Pays-Bas et 3 paroisses au Luxembourg. En 2016, la Métropole Orthodoxe de Belgique et Exarchat des Pays-Bas et du Luxembourg compte désormais 26 paroisses en Belgique, 8 paroisses aux Pays-Bas et 2 Paroisses au Luxembourg.

## Métropolites
Lors de l'érection de l'archevêché orthodoxe en 1969, Emilianos Zacharopoulos, métropolite de Selevkia, fut élu en tant que premier métropolite pour le Benelux. Il fut intronisé le 11 novembre 1969 en la cathédrale orthodoxe des Saints Archanges à Bruxelles. L'archevêché comptait à cette époque treize paroisses.
Après l'élection en 1982 d'Emilianos Zacharopoulos en tant que métropolite de Kos en Grèce, son évêque auxiliaire Panteleimon Kontogiannis lui succéda. En 2013, il dut présenter sa démission pour raisons de santé.
L'évêque auxiliaire Athenagoras Peckstadt fut élu à l'unanimité en tant que métropolite de Belgique et exarche des Pays Bas et du Luxembourg. Pour la première fois, un Belge de naissance était choisi par le patriarcat œcuménique en tant que chef de l'église orthodoxe pour la Belgique, les Pays-Bas et le Grand-Duché, devenant en même temps président de la conférence des évêques orthodoxes du Benelux.

## Reconnaissances officielles
Dès la création de l'archevêché orthodoxe pour la Belgique, des efforts furent entrepris pour en obtenir la reconnaissance officielle par l'état belge. Le métropolite Panteleimon Kontogiannis fut le premier à déployer des efforts, soutenu par quelques juristes, les archiprêtres Marc Nicaise et Ignace Peckstadt ainsi que le dr. Antoine Van Bruaene. Le résultat en fut la reconnaissance officielle de la religion orthodoxe en 1985. La signature des arrêtés d'exécution eut lieu en 1988. Le métropolite-archevêque du patriarcat œcuménique de Constantinople fut confirmé en tant que représentant pour l'ensemble de l'église orthodoxe.
L'église orthodoxe bénéficia de reconnaissance pour le Grand-Duché du Luxembourg par les protocoles entre l'Eglise et l'Etat convenus en 1997 et en 2004. Ils furent suivis par une reconnaissance officielle lors de la signature de la convention du 26 janvier 2015. Cette convention reconnaît quatre paroisses qui officient respectivement en langue grecque, russe, serbe et roumaine. Le métropolite de Belgique et exarche des Pays-Bas et du Grand-Duché représente l'église orthodoxe dans cette dernière.
En ce qui concerne les Pays-Bas, les évêques formant la conférence épiscopale du Benelux sont convenus que « le métropolite du patriarcat œcuménique de Constantinople et exarche pour les Pays-Bas, ou son vicaire, sera le représentant pour l'ensemble de l'église orthodoxe aux Pays-Bas ».

## Note
1. ↑   Arrêté royal du 15 mars 1988